# Amblydectes

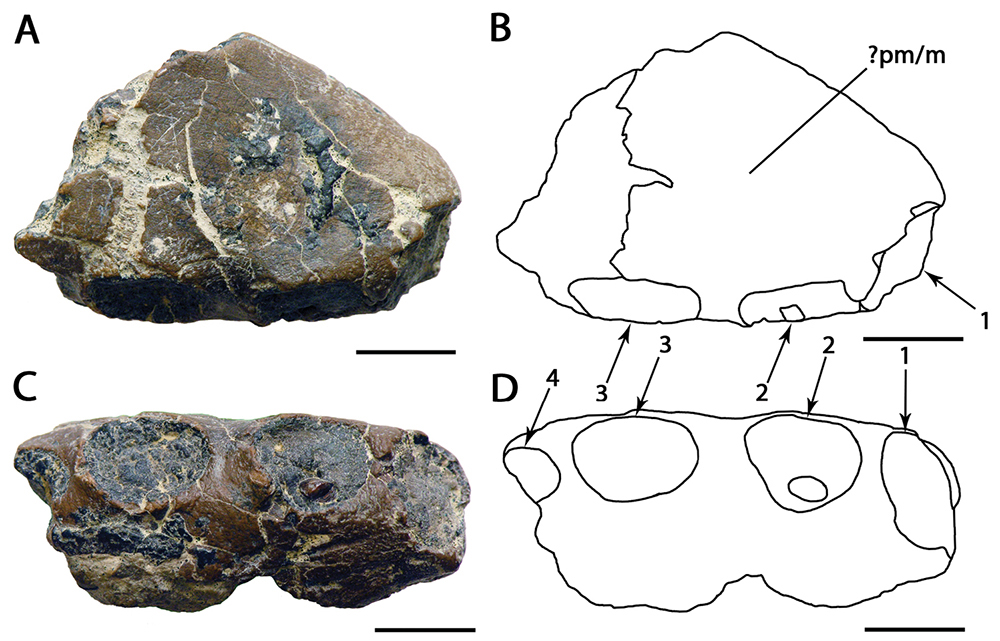
Amblydectes crassidens

Amblydectes is een geslacht van uitgestorven pterosauriërs behorend tot de Pterodactyloidea dat leefde tijdens het Krijt.

## Vondst en naamgeving
In 1870 had de Britse paleontoloog Harry Govier Seeley een geslacht Ornithocheirus benoemd voor verschillende fragmentarische pterosauriërfossielen uit de Cambridge Greensand. Zijn rivaal Richard Owen wilde deze naamgeving niet aanvaarden en splitste in 1874 het materiaal om het aan twee aparte geslachten toe te wijzen: Coloborhynchus en Criorhynchus. Beide deelde hij weer onder in verschillende soorten die Seeley al binnen het geslacht Ornithocheirus benoemd had.

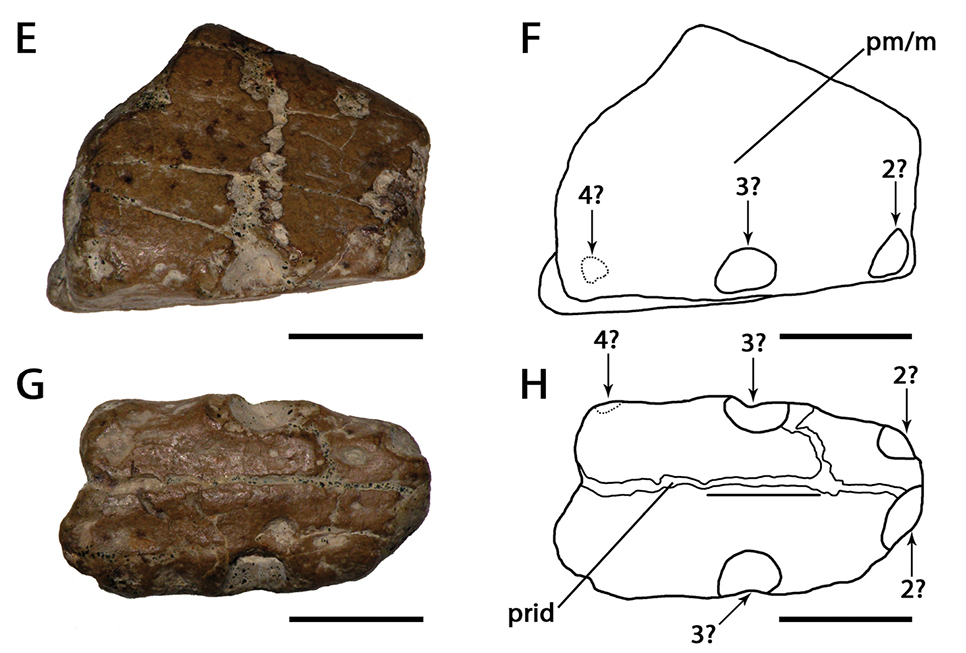
Amblydectes platystomus

In 1914 concludeerde Reginald Walter Hooley dat de holotypen van Owens twee geslachten niet te onderscheiden waren en Coloborhynchus dus een jonger synoniem was van Criorhynchus. Aan de andere kant meende hij dat drie door Owen aan Criorhynchus toegewezen soorten niet bij dat geslacht hoorden en daarvoor benoemde hij een nieuw geslacht Amblydectes, 'botte bijter' in het Klassiek Grieks, een verwijzing naar de kaakvorm die ze gemeen hadden: volgens Hooley was hun onderscheidende kenmerk het bezit van een zijdelingse vernauwing van de bovenkaak die uitliep in een bovenliggende kam, het geheel driehoekig in doorsnede, terwijl de punt van de snuit bot was.
De eerste soort was A. platystomus (eerder Ornithocheirus platystomus Seeley 1879), de 'breedgebekte'. Het gaat om een vrij klein exemplaar, wellicht een juveniel dier. Het fossiel, holotype CAMSM B54835, bestaat uit de punt van een kaak. De tweede was A. crassidens, 'diktand', oorspronkelijk Ptenodactylus crassidens (Seeley 1869), O. crassidens (Seeley 1870). Het fossiel, holotype CAMSM B 54499, bestaat uit een vrij groot stuk bovenkaak. De derde soort is A. eurygnathus, 'wijdkaak', oorspronkelijk Ptenodactylus eurygnathus (Seeley 1869), O. eurygnathus (Seeley 1870). Ook dit bestaat weer uit de punt van een kaak, maar nu een onderkaak, holotype CAMSM B54644. Geen van de drie soorten werd door Hooley als typesoort aangewezen. In 1967 maakte Oskar Kuhn A. crassidens de typesoort door van het genotype te spreken.

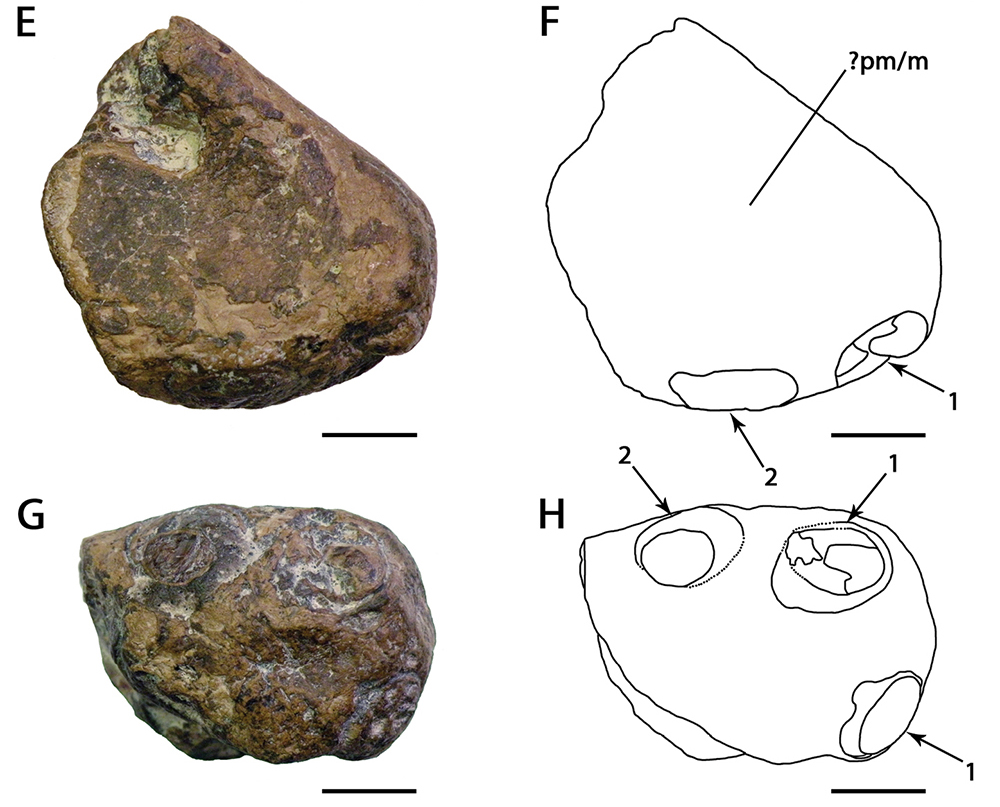
Amblydectes eurygnathus

De meeste onderzoekers hebben sindsdien de vormen bij Ornithocheirus ondergebracht of wegens hun slechte kwaliteit beschouwd als nomina dubia. David Unwin bracht in 2000 A. platystomus onder bij Lonchodectes als een L. platystomus. De andere soorten achtte hij identiek aan Coloborhynchus. In 2021 werd O. platystomus een eigen geslacht Draigwenia. Borja Holgado concludeerde toen, gebruikmakend van de intussen enorm toegenomen kennis over pterosauriërs, dat het geslacht Amblydectes toch geldig was. Ornithocheirus eurygnathus werd door hem aan A. crassidens toegewezen alsmede specimen NHMUK PV R546, ook de punt van een onderkaak.

## Beschrijving
Holgado stelde drie onderscheidende kenmerken vast. De snuit toont een verheven kam waarvan de punt gewelfd is tot een lichte stompe afvlakking. De onderkaak heeft een diepe lengtekam op de onderzijde. Boven het eerste paar dentaire tandkassen van de onderkaak bevindt zich een ondiepe uitholling.

## Fylogenie
Holgado plaatste Amblydectes binnen de Anhangueridae in de Tropeognathinae. Dat maakt het de enige tropeognathine die uit de Cambridge Greensand bekend is.